# Islamorada
Islamorada y oficialmente como Islamorada, Village of Islands es una villa ubicada en el condado de Monroe en el estado estadounidense de Florida. En el Censo de 2010 tenía una población de 6.119 habitantes y una densidad poblacional de 360,53 personas por km².

## Geografía
Islamorada se encuentra ubicada en las coordenadas 24°58′59″N 80°32′40″O / 24.98306, -80.54444. Según la Oficina del Censo de los Estados Unidos, Islamorada tiene una superficie total de 16.97 km², de la cual 16.65 km² corresponden a tierra firme y (1.88%) 0.32 km² es agua.

## Demografía
Según el censo de 2010, había 6.119 personas residiendo en Islamorada. La densidad de población era de 360,53 hab./km². De los 6.119 habitantes, Islamorada estaba compuesto por el 96.54% blancos, el 0.72% eran afroamericanos, el 0.38% eran amerindios, el 0.59% eran asiáticos, el 0.13% eran isleños del Pacífico, el 0.69% eran de otras razas y el 0.96% pertenecían a dos o más razas. Del total de la población el 9.63% eran hispanos o latinos de cualquier raza.